# Station Maubeuge
Station Maubeuge is een spoorwegstation in de Franse gemeente Maubeuge gelegen aan de spoorlijn Creil - Jeumont.

## Treindienst
| Serie      | Treinsoort               | Route | Bijzonderheden                                                                            |
| ---------- | ------------------------ | --- | ----------------------------------------------------------------------------------------- |
| K 13       | TER (SNCF)               | Paris-Nord – Compiègne – Saint-Quentin – [ Busigny – Caudry – Cambrai ] / [ Le Cateau – Aulnoye-Aymeries – Maubeuge ] |                                                                                           |
| K 60       | TER (SNCF)               | Lille-Flandres – Orchies – Valenciennes – Aulnoye-Aymeries – Maubeuge – Jeumont                                       |                                                                                           |
| K 82 IC 41 | Intercity (NMBS/SNCF)    | Namen – Charleroi-Centraal – Maubeuge                                                                                 |                                                                                           |
| P 60       | TER (SNCF)               | Valenciennes – Aulnoye-Aymeries – Maubeuge – Jeumont                                                                  |                                                                                           |
| S 63       | S-trein Charleroi (NMBS) | Charleroi-Centraal – Erquelinnes – Maubeuge                                                                           | Tijdens de spits extra ritten Charleroi-Centraal-Erquelinnes. Rijdt in het weekend 1×/2u. |